# Бойко, Василий Романович
Василий Романович Бойко (28 февраля 1907, с. Водяное, Звенигородский уезд, Киевская губерния — 3 апреля 1996, Москва) — советский военный деятель, генерал-лейтенант. Герой Советского Союза.

## Начальная биография
Василий Романович Бойко родился 28 февраля 1907 года в селе Водяное Звенигородского уезда Киевской губернии в семье крестьянина-бедняка.
Окончив пять классов сельской школы, батрачил у кулаков, затем работал в родном селе председателем сельсовета.

## Военная служба

### Довоенное время
В октябре 1929 года был призван в ряды РККА. В 1930 году вступил в ряды ВКП(б).
В 1933 году окончил Одесское военное пехотное училище.

### Советско-финская и Великая Отечественная войны
Василий Романович Бойко принимал участие в советско-финской войне.
15 февраля 1940 года начальник оргпартчасти политотдела 4-й стрелковой дивизии старший политрук Василий Романович Бойко западнее озера Вуокса под огнём противника воодушевил солдат на выполнение боевой задачи. Когда наступление стрелкового батальона было остановлено, Бойко поднял солдат в атаку.
5 марта 1940 года заменил выбывшего из строя комиссара полка и повёл солдат в атаку, а 9 марта при попытке противника окружить наблюдательный пункт полка, собрав работников штаба, повёл их в контратаку.
Указом Президиума Верховного Совета СССР от 7 апреля 1940 года за образцовое выполнение боевых заданий командования и проявленные при этом отвагу и геройство старшему политруку Василию Романовичу Бойко присвоено звание Героя Советского Союза с вручением ордена Ленина и медали «Золотая Звезда» (№ 305).
В 1941 году Бойко окончил Военно-политическую академию.
С июля по октябрь 1941 года служил военкомом 181-й стрелковой дивизии, с октября 1941 по июнь 1942 года — военкомом 183-й стрелковой дивизии, с июня по август 1942 года — членом Военного Совета 58-й армии, а с 1942 года — членом Военного совета 39-й армии.
Принимал участие в военных действиях советско-японской войны.

### Послевоенная карьера
В 1949 году окончил Военную академию Генерального штаба. С 1950 по 1953 годы работал военным атташе при посольстве СССР в Венгерской Народной Республике, с 1955 по 1961 годы — членом Военных Советов Белорусского и с сентября 1957 года — Уральского военных округов. С августа 1961 по 1971 годы — начальник политотдела Военной академии Генерального штаба ВС.
В 1971 году генерал-лейтенант Василий Романович Бойко вышел в отставку. Жил в Москве.
Указом Президента Российской Федерации № 212 от 19 февраля 1996 года Бойко был награждён орденом Жукова.

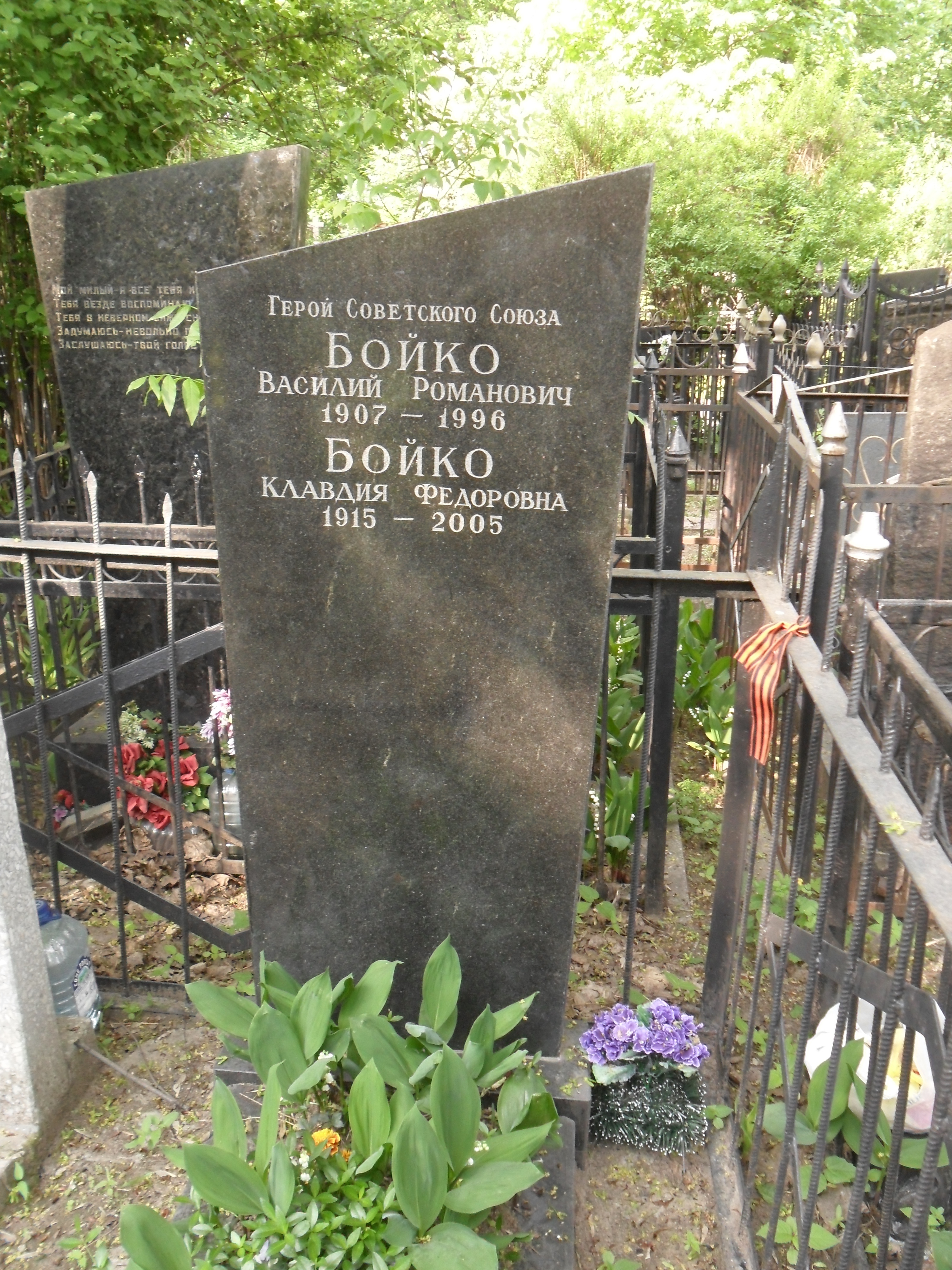
Могила Бойко на Ваганьковском кладбище.

Василий Романович Бойко умер 3 апреля 1996 года в Москве. Похоронен на Ваганьковском кладбище (участок 7).

## Награды
- Медаль «Золотая Звезда» Героя Советского Союза (7.04.1940)
- Орден Жукова (19.02.1996, Российская Федерация)
- Два ордена Ленина (07.04.1940; 05.11.1954)
- Орден Октябрьской Революции (25.02.1977)
- Четыре ордена Красного Знамени (21.04.1943; 22.09.1943; 15.11.1950; 22.02.1968)
- Орден Кутузова 1-й (04.07.1944) и 2-й (08.09.1945) степеней
- Орден Суворова 2-й степени (19.04.1945)
- Орден Отечественной войны 1-й степени (06.04.1985)
- Орден Красной Звезды (03.11.1944)
- медали

Почётные звания
- Почётный гражданин города Духовщина Смоленской области.

## Воинские звания
- Генерал-майор (20 декабря 1942 года)
- Генерал-лейтенант (8 сентября 1945 года)

## Сочинения
- С думой о Родине (Боевой путь 39-й армии). — М.: Воениздат, 1982. — 285 с.
- Большой Хинган — Порт-Артур. — М.: Воениздат, 1990. — 270 с.